# Isimeli Bose
Pour les articles homonymes, voir Bose.
Isimeli Savutini Bose est un homme d'affaires et homme politique fidjien.

## Biographie
Diplômé en formation continue de l'université d'Oxford en 1968, il travaille « dans différentes organisations commerciales » dont la Fiji Sugar Corporation (l'entreprise publique sucrière) et est le directeur de campagne du parti de l'Alliance lors des campagnes électorales de 1982 et de 1987,. 
Après le coup d'État militaire de 1987, il participe comme ministre du Développement économique, de la Planification économique, du Commerce et des Industries au régime militaire de transition de septembre à décembre. Il doit gérer une économie des Fidji gravement affectée par les effets du coup d'État, dont un grève dans l'industrie sucrière pour protester contre la prise de pouvoir des militaires, et un effondrement du tourisme, les deux secteurs clefs de l'économie. Le pays subit un déficit budgétaire record, une baisse de 12 % de la production économique, et un taux d'inflation passé de 1,6 % en 1986 à 5,1 % pour l'année 1987. Deux dévaluations du dollar fidjien ont accru le coût pour la population des denrées essentielles importées. Le 5 décembre, le colonel Sitiveni Rabuka, auteur du coup d'État, confie le pouvoir à Ratu Kamisese Mara, chef du parti de l'Alliance et perdant des élections quelques mois plus tôt. Isimeli Bose n'est pas inclus dans le nouveau gouvernement.
Il devient directeur général de l'Autorité portuaire des Fidji. Il perd son poste lorsque cette entreprise publique est privatisée, et se présente alors avec succès aux élections législatives de 1994 avec l'étiquette du Soqosoqo ni Vakavulewa ni Taukei, le parti du colonel Rabuka. Il est fait ministre de l'Information dans le gouvernement de Rabuka, mais est limogé en juillet 1995 pour s'être abstenu lors du vote d'un projet de loi condamnant les essais nucléaires français dans le Pacifique. Cette même année, il devient le directeur général d'une société de holding propriété du Conseil de la province de Ba. 
En 1996, le Premier ministre Rabuka le nomme ministre du Commerce, des Industries et des Entreprises publiques. À ce titre, Isimeli Bose participe à la conférence ministérielle inaugurale de l'Organisation mondiale du commerce, à Singapour en décembre 1996. Il y dénonce un organisme international conçu et dominé pour et par les intérêts des pays riches et puissants, n'accordant pas de place aux petits pays pour défendre les leurs,. Il perd ce ministère lorsque le gouvernement perd les élections de 1999, et il se consacre dès lors à sa carrière dans le monde des affaires. 